# Holotrochus paraguensis
Holotrochus paraguensis – gatunek chrząszcza z rodziny kusakowatych i podrodziny Osoriinae.

## Taksonomia
Gatunek opisany został w 2013 roku przez Urlicha Irmlera.

## Opis
Chrząszcz o ciele długości 3 mm. Ubarwiony ciemnobrązowo z rudymi tylnymi krawędziami przedplecza i pokryw oraz linią wzdłuż szwu. Oczy nieco wypukłe, tak długie jak skronie. Przód głowy gładko zaokrąglony. Nadustek z rzędem żółtych, krótkich szczecinek na przedniej krawędzi. Ciemię nierugularnie, umiarkowanie głęboko i gęsto punktowane. Czułka żółte, nieco dłuższe od głowy, o drugim członie owalnym i wyraźnie grubszym niż stożkowaty trzeci, a czwartym prawie kwadratowym. Przedplecze najszersze w tylnej ⅓, o bokach w środkowej części prawie równoległych, a kątach tylnych i przednich krótko zaokrąglonych. Punktowanie przedplecza umiarkowane, a pomiędzy nim wyraźna mikropunktacja. Powierzchnia głowy i przedplecza bez mikrorzeźby. Pokrywy drobniej niż przedplecze punktowane, za to z głębokim, skórzastym urzeźbieniem. Ich ramiona gładko zaokrąglone. Odwłok punktowany i mikrosiateczkowany. Edeagus o prostym wierzchołku i mniej lub bardziej prostych paramerach. Endophallus o trzech krótkich skrętach i dodatkowym, wierzchołkowym półskręcie.

## Występowanie
Gatunek znany wyłącznie z Paragwaju i brazylijskiego stanu São Paulo.